# BMW N55

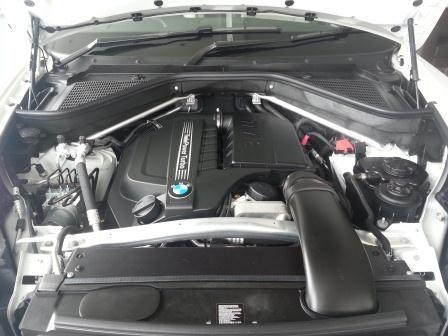
Motor BMW N55, Modelo del 2013.

El N55 es un motor turbocargado de seis cilindros en línea de BMW, fue lanzado a inicio del 2009 para equipar el BMW Serie 5 Gran Turismo en su modelo 535i GT.
| Motor  | Desplazamiento          | Potencia               | Torque                          | Revoluciones | Año  |
| ------ | ----------------------- | ---------------------- | ------------------------------- | ------------ | ---- |
| N55B30 | 3.0 L (2979 cc/181 in³) | 225 kW (306 CV) @ 5800 | 400 Nm (300 ft·lbf) @ 1200-5000 | 7000 rpm     | 2009 |
| N55B30 | 3.0 L (2979 cc/181 in³) | 235 kW (320 CV) @ 5800 | 400 Nm (300 ft·lbf) @ 1200-5000 | 7000 rpm     | 2011 |

## N55B30
El N55B30 viene en dos versiones, la primera con 306 cv a 5800 rpm y la segunda de 320 cv a 5800 rpm.
- 225 kW (306 cv)/ 5,800/min
  - (Nov 2009-?) 535i GT Gran Turismo
  - (Mar 2010-?) 535i Sedán
  - (Abr 2010-?) 135i Coupe
  - (Abr 2010-?) 135i Convertible
  - (Abr 2010- Nov 2011) 335i Sedán
  - (Abr 2010-?) 335i Familiar
  - (Abr 2010-?) 335i Coupe
  - (Abr 2010-?) 335i Convertible
  - (Abr 2010-?) X6 xDrive35i
  - (Jun 2010-?) X5 xDrive35i
  - (Sep 2010-?) 535i Familiar
  - (Nov 2010-?) X3 xDrive35i
  - (Feb 2012) 335i Sedan

- 235 kW (320 cv)/ 5,800/min-6,000/min
  - (Nov 2010-?) 640i Convertible
  - (Mar 2011-?) 640i Coupe

- Datos: Q796631
- Multimedia: BMW N55 / Q796631